# دوستان فرشته
دوستان فرشته (به انگلیسی: Angel's Friends) یک مجموعهٔ کمیک ایتالیایی است که توسط سیمونا فری ساخته شده‌است و در مارس ۲۰۰۷ شروع به کار کرد. در ۱۲ اکتبر ۲۰۰۸، یک سریال با همین نام برای اولین بار در ایتالیا وان پخش شد و در ژانویه ۲۰۱۱ اعلام شد که یک فصل دوم با ۵۲ تا قسمت قرار است پخش شود. این مجموعه در روسیه برای اولین بار در ۲۹ آوریل ۲۰۱۲ پخش شد.